# Кирпичников, Валентин Сергеевич
Валенти́н Серге́евич Кирпи́чников (14 (27) августа 1908, Кинешма, Костромская губерния — 14 ноября 1991, Санкт-Петербург) — советский биолог, генетик, специалист по генетике и селекции рыб, а также по теории эволюции. Доктор биологических наук, профессор. Герой Социалистического Труда (1990). Действительный член РАЕН (1991). Один из последовательных противников лысенкоизма, которого называли «рыцарем науки».

## Биография
Родился 14 августа 1908 года в городе Кинешме в семье инженера-экономиста. Мать преподавала биологию, была музыкально одарена и привила сыну любовь к музыке; Валентин Сергеевич хорошо играл на пианино.
Решив стать биологом, дважды безуспешно пытался поступить в Московский университет из-за «анкетных данных». Стал вольнослушателем и в 1928 году успешно сдал экзамены за первый курс. Когда права вольнослушателей были отменены, Кирпичников собрал подписи в свою защиту, добился приёма у наркома просвещения и был зачислен на второй курс. Окончил университет в 1932 году. Его учителями были выдающиеся биологи Николай Кольцов и Сергей Четвериков.
После окончания университета девять лет работал в Институте экспериментальной биологии под руководством Кольцова. В 25 лет по предложению Кольцова возглавил первую в СССР лабораторию по генетике и селекции рыб. Одновременно вёл исследования в двух институтах и активно участвовал в межинститутском семинаре по проблемам эволюции.
С 1941 года и до конца войны находился на фронте. Начинал службу радистом, позже стал врачом-эпидемиологом. В конце войны его часть была направлена в Маньчжурию. Демобилизовался в звании капитана в конце 1946 года.
После войны переехал в Ленинград, где работал в ГосНИОРХ, а также проводил исследования в Зоологическом институте АН СССР. С начала 1970-х годов и до конца жизни заведовал лабораторией в Институте цитологии АН СССР.
Скончался 14 ноября 1991 года. Похоронен в Санкт-Петербурге на Северном кладбище.

### Борьба с лысенкоизмом
Валентин Кирпичников последовательно выступал против псевдонаучного учения Трофима Лысенко. В конце 1930-х годов предпринял попытку напрямую передать И. В. Сталину письмо в защиту генетики. Активно участвовал в генетической дискуссии 1939 года. После смерти Н. К. Кольцова и прихода к руководству его институтом Т. Д. Лысенко в 1940 году Кирпичников, будучи в экспедиции, получил телеграмму об увольнении, но по возвращении добился восстановления через суд.
После августовской сессии ВАСХНИЛ 1948 года претерпел два «судилища», был уволен из Зоологического института. Ему удалось остаться на работе в ГосНИОРХ при условии категорического запрета на занятия генетикой. Начиная с 1954 года, регулярно обращался с письмами о положении генетики к Н. С. Хрущёву, в Президиум АН СССР и даже к писателю М. А. Шолохову, но безрезультатно.
В 1963 году в соавторстве с Жоресом Медведевым опубликовал в журнале «Нева» статью «Перспективы советской генетики». Публикация стала возможна благодаря помощи жены Кирпичникова, филолога Л. М. Алексиной, обратившейся к своему руководителю А. И. Хватову, члену редколлегии журнала. Статья вызвала большой резонанс и личное вмешательство Хрущёва. 14 апреля 1964 года на заседании учёного совета ГосНИОРХ состоялось «судилище» над Кирпичниковым. Его мужественно защищали генетик Ю. М. Оленов и профессор В. Я. Александров. В итоге учёный совет вынес Кирпичникову упрёк в «объективистском подходе», но он единственный из присутствующих не пошёл на компромисс и не поддержал эту оценку.
В 1975 году вместе с академиком А. Д. Сахаровым ездил в Вильнюс для поддержки на суде правозащитника и биолога С. А. Ковалёва.
В 1990 году, получая в Кремле звание Героя Социалистического Труда, он использовал предоставленное для благодарности слово для речи о бедственном положении генетики и селекции в СССР, заявив: «Нельзя одной рукой награждать учёных за их научную деятельность, а другой уничтожать фундамент, на котором стоит современная наука».

## Научный вклад
Основные труды В. С. Кирпичникова посвящены генетике, селекции и эволюционной теории. В 1935 году он предложил гипотезу о косвенном отборе, которая была сродни концепции органического отбора Дж. Болдуина и имела большое значение для решения проблемы наследования приобретённых признаков. Он разработал методы селекции, позволившие создать новые породы рыб, в том числе знаменитого «ропшинского карпа», который отличался холодоустойчивостью и высокой продуктивностью, что дало возможность продвинуть карповодство в северные регионы.

### Камчатские экспедиции
С начала 1970-х годов В. С. Кирпичников ежегодно приезжал на Камчатку для проведения исследований по генетике лососевых рыб. В 1973—1985 годах он изучал полиморфизм различных популяций нерки на многих озёрах полуострова (Дальнем, Ближнем, Курильском, Кроноцком, Начикинском, Азабачьем, Паланском) и на озере Саранном на острове Беринга. Собранные им и его коллегами данные об особенностях генетической структуры этого вида тихоокеанских лососей и о связи географической изменчивости нерки с концентрацией аллелей, кодирующих ферменты, сыграли важную роль в преодолении крайностей нейтралистской концепции молекулярной эволюции.

### Педагогическая деятельность
В. С. Кирпичников уделял большое внимание подготовке научных кадров. В течение ряда лет он преподавал в Мосрыбвтузе, а затем в Ленинградском государственном университете, где читал курсы по генетике и акклиматизации рыб. Подготовил десятки кандидатов и докторов наук.

## Семья
Был официально женат четыре раза. Имел шестерых детей — одного сына и пять дочерей.
Жена (в 1945—1952 годах) — Раиса Львовна Берг (1913—2006), генетик, доктор биологических наук, мемуарист.
Дочь — Елизавета Валентиновна Кирпичникова-Берг.

## Награды и звания
Герой Социалистического Труда (Указ Президента СССР от 16 октября 1990 года) — за особый вклад в сохранение и развитие генетики и селекции, подготовку высококвалифицированных научных кадров.
Орден Ленина (16.10.1990)
Орден Отечественной войны II степени (11.03.1985)
Орден Красной Звезды (30.09.1945)
Медаль «За оборону Москвы»
Медаль «За победу над Японией»
Медаль «За освобождение Кореи»
Действительный член (академик) Российской академии естественных наук (1991).

## Память
В 1993 году Вавиловским обществом генетиков и селекционеров учреждена премия имени В. С. Кирпичникова за выдающиеся работы в области эволюционной генетики.

## Основные труды
Кирпичников В. С. Роль ненаследственной изменчивости в процессе естественного отбора (гипотеза о косвенном отборе) // Биологический журнал. — 1935. — Т. 4, № 5. — С. 775—800.
Кирпичников В. С. Основные гены чешуи у карпа // Биологический журнал. — 1937. — Т. 6, вып. 3. — С. 601—632.
Кирпичников В. С. Генетические основы селекции рыб. — 1-е изд. — Л.: Наука, 1979. — 391 с.
Кирпичников В. С. Генетика и селекция рыб. — 2-е изд. — Л.: Наука, 1987. — 520 с.
Медведев Ж. А., Кирпичников В. С. Перспективы советской генетики // Нева. — 1963. — № 3. — С. 165—178.